# Валентный угол
Валентный угол — угол, образованный направлениями химических (ковалентных) связей, исходящими из одного атома.
Знание валентных углов необходимо для определения геометрии молекул. Валентные углы зависят как от индивидуальных особенностей присоединенных атомов, так и от гибридизации атомных орбиталей центрального атома. Для простых молекул валентный угол, как и другие геометрические параметры молекулы, можно рассчитать методами квантовой химии. Экспериментально их определяют из значений моментов инерции молекул, полученных путём анализа их вращательных спектров (см. Инфракрасная спектроскопия, Молекулярные спектры, Микроволновая спектроскопия). Валентный угол сложных молекул определяют методами дифракционного структурного анализа.